# Јохан Баптист Хоман
Јохан Баптист Хоман (Камлах, 20. март 1663 — Нирнберг, 1. јул 1724) био је немачки географ, картограф и издавач.
Рођен је у Оберкамлаху, маленом насељу покрај Камлаха у Баварској. Иако је похађао исусовачку школу, конвертирао је на протестантизам. Године 1715. именован је за краљевског географа Светог римског царства, односно за члана Пруске академије наука. Израдио и издао око 600 карата и атласа, међу којима се налазе и бројни прикази Балкана. На једном од њих приказује се и нова граница с Османским царством дефинисана Пожаревачким миром из 1718. године.

## Дела
- (1701)
- (1702)
- (1702)
- (1702)
- (1707)
- (1707)
- (1707)
- (1710)
- (1712)
- (1715)
- (1716)
- (1718)
- (1719)
- (1719)
- (1719)
- (1719)
- (1719)
- (1719)
- (1720)
- (1720)

## Галерија
- Virginia Marylandia et Carolina, c. 1714.
- Planiglobii Terrestris Cum Utroq[ue] Hemisphærio Cælesti Generalis Exhibitio, Нирнберг 1707.
- Schlarraffenlandes, 1694.